# Ambivere
Ambivere es una localidad y comune italiana de la provincia de Bérgamo, región de Lombardía, con 2.333 habitantes.

## Evolución demográfica
| Gráfica de evolución demográfica de Ambivere entre 1861 y 2001        |
| Error de línea de tiempo. No se pudieron almacenar archivos de salida |
| Fuente ISTAT - elaboración gráfica de Wikipedia                       |